# Motta San Giovanni
Motta San Giovanni is een gemeente in de Italiaanse provincie Reggio Calabria (regio Calabrië) en telt 6430 inwoners (31-12-2004). De oppervlakte bedraagt 46,7 km², de bevolkingsdichtheid is 139 inwoners per km².
De volgende frazioni maken deel uit van de gemeente: Lazzaro (met de Capo dell'Armi), Valanidi, Cambareri, Allai.

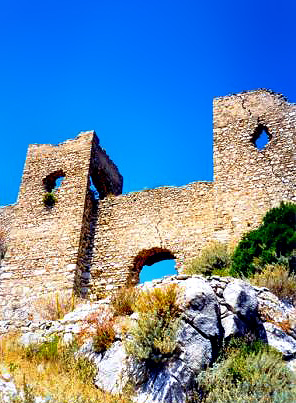
Kasteel van Sant'Aniceto
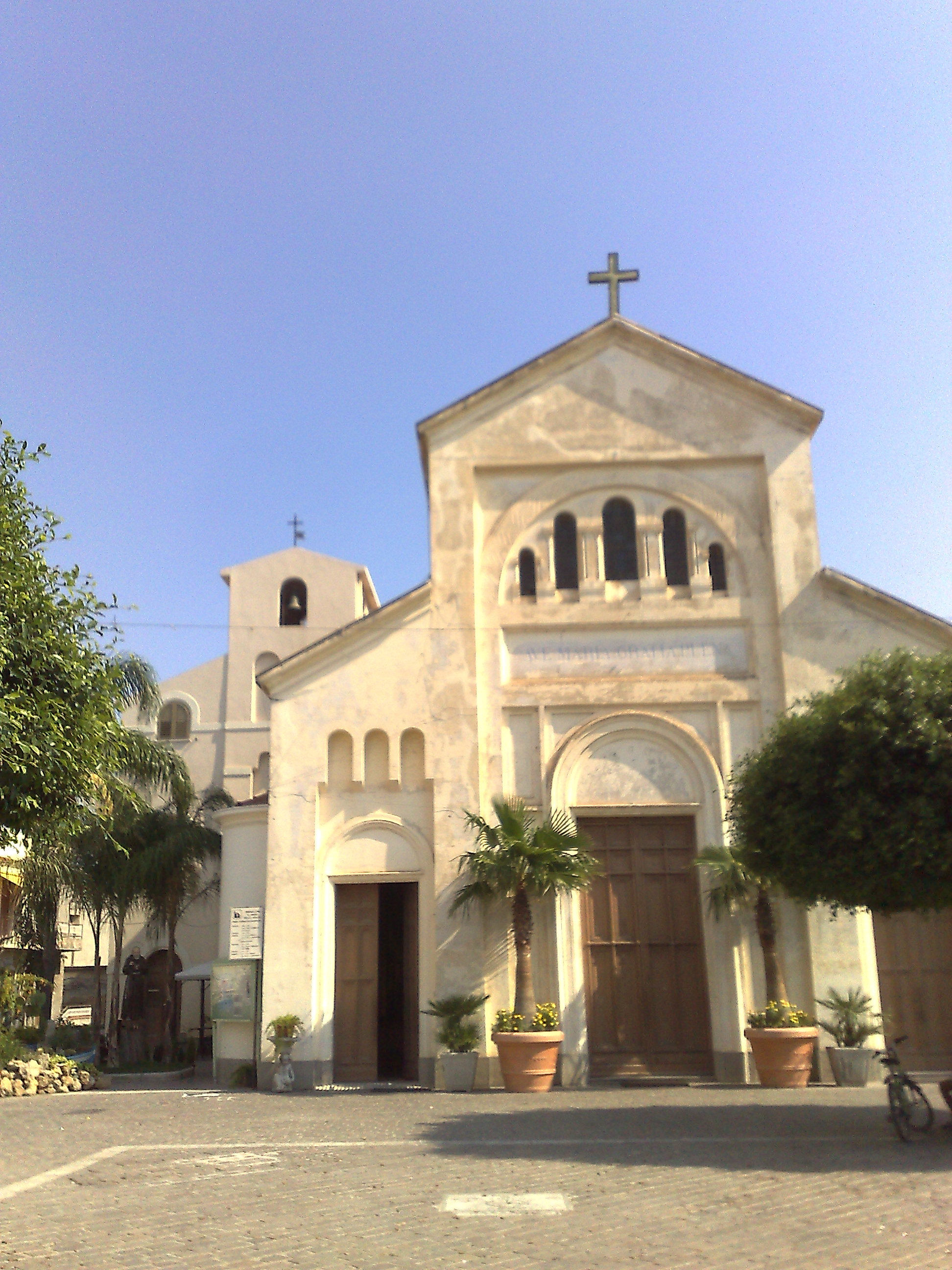
Kerk Santa Maria delle Grazie, Lazzaro (Motta San Giovanni)

## Demografie
Motta San Giovanni telt ongeveer 2426 huishoudens. Het aantal inwoners daalde in de periode 1991-2001 met 2,2% volgens cijfers uit de tienjaarlijkse volkstellingen van ISTAT.
| Jaar | Inwoneraantal |
| ---- | ------------- |
| 1991 | 6592          |
| 2001 | 6449          |

## Geografie
De gemeente ligt op ongeveer 450 m boven zeeniveau.
Motta San Giovanni grenst aan de volgende gemeenten: Montebello Ionico, Reggio Calabria.